# Ramree
L'île de Ramree (également appelée « Yangbye » ou « Yanbye ») est une île qui longe la côte occidentale du Myanmar, dans l'État d'Arakan.

## Histoire
Elle a été le lieu d'une bataille de la Seconde Guerre mondiale, la bataille de Ramree, qui opposa les Britanniques et les Japonais en 1945.

## Galerie

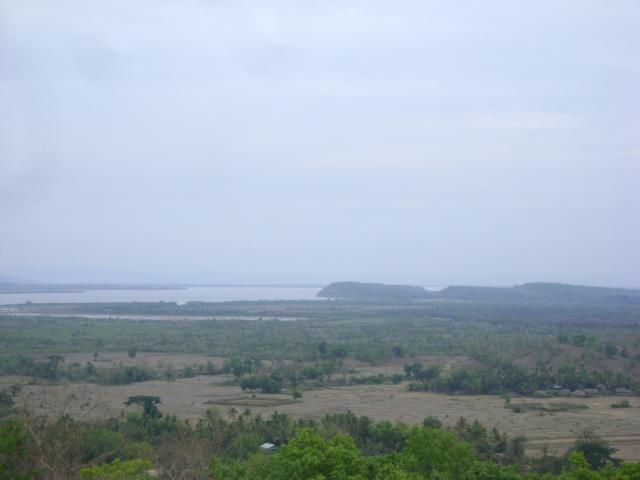
Vue sur une partie de l'île.
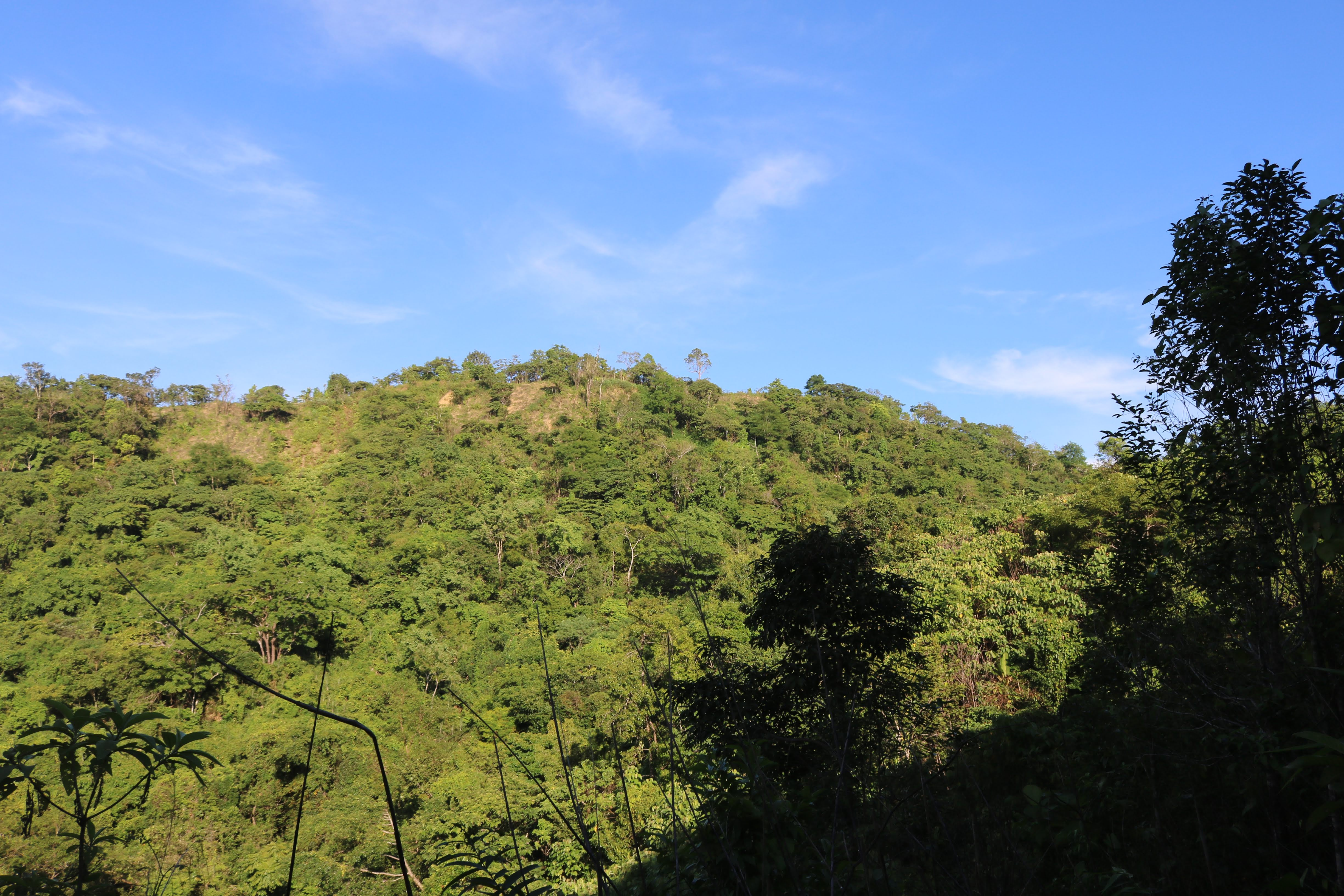
Zikha Taung, point culminant de l'île.

## Référence
- (en) Cet article est partiellement ou en totalité issu de l’article de Wikipédia en anglais intitulé « Ramree Island » (voir la liste des auteurs).